# Berumerfehn
Berumerfehn ist ein Ortsteil der Gemeinde Großheide im Landkreis Aurich in Ostfriesland.
Der Ort bildete bis zur niedersächsischen Gemeindereform mit dem zugehörigen Ortsteil Westermoordorf eine selbständige Gemeinde, damals noch im Landkreis Norden. Am 1. Juli 1972 verschmolz die ehemals selbständige Gemeinde Berumerfehn mit weiteren Gemeinden zur (Einheits-)Gemeinde Großheide.

## Geografie
Berumerfehn liegt knapp zehn Kilometer östlich der Stadt Norden in einem früher ausgedehnten Moorgebiet, dem Berumerfehner Moor. Es ist Teil eines ausgedehnten Moorgebietes, das sich früher ungefähr von Aurich bis Hage erstreckte. Heute sind nur noch Teile davon im Ursprungszustand erhalten, weite Flächen wurden zur Torfgewinnung abgegraben. Das Berumerfehner Moor grenzt an das Ewige Meer, einen Hochmoorsee, der jedoch bereits auf dem Gebiet der Gemeinde Eversmeer im Landkreis Wittmund liegt. Der Ortskern ist geprägt vom Berumerfehnkanal, der zum einen der Entwässerung der Moorflächen diente, zum anderen aber auch die Verbindung per Boot in die Stadt Norden darstellte. An den Fehnkanal grenzt ein Forst an, der nach dem Abtorfen des Geländes planmäßig dort angelegt wurde.

## Geschichte

### Bis zum 20. Jahrhundert
Der Ort wurde 1794 von der Norder Fehnkompanie gegründet. Dieser Gesellschaft gehörten Bürger aus Norden und aus Hage an, die durch das Abtorfen des Moores die Versorgung mit dem Brennmaterial sicherstellen wollten. Torf war seinerzeit das bevorzugte (weil oft auch einzige) Brennmaterial in weiten Teilen Ostfrieslands. Durch einen Erbpachtvertrag wurde das Abbaurecht gesichert. Auch die Jagd und der Fischfang waren gestattet. Die Kolonisten legten die Wieken selbst an und forsteten später auch den Wald auf.
Der Ort wurde zunächst Norderfehn genannt, da es die erste (und auch einzige) Fehnkolonie war, die von Norder Bürgern gegründet wurde. Später setzte sich der Name Berumerfehn durch, als der Ort nach dem näher gelegenen Berum, Sitz des Amtes Berum, benannt wurde.
Für die Fehnkolonisten wurde im Jahr 1895 die Berumerfehner Kirche gebaut, 1997 ergänzt um ein großes Gemeindezentrum.
Hatte Berumerfehn 1821 noch 256 Einwohner, so stieg die Zahl bis 1939 bereits auf 1278. Kurz vor der Gemeindereform, nämlich im Jahre 1970, hatte die Gemeinde Berumerfehn 1810 Einwohner. Mit einer Fläche von fast 22 Quadratkilometern war sie – nach Norderney – in Bezug auf die Fläche die zweitgrößte Kommune des früheren Landkreises Norden.

### Ab dem 21. Jahrhundert
Am 16. August 2021 wurden ca. 50 Häuser des Ortes und des angrenzenden Ortsteils Ostermoordorf durch einen Tornado der Stärke F2 beschädigt. Fünf der Häuser sind aufgrund herausgerissener Gebäudeteile nicht mehr bewohnbar. Neben den Gebäuden wurden auch zahlreiche Fahrzeuge beschädigt. Umstürzende Bäume beschädigten zudem auch Gas-, Strom- und Wasserleitungen. Menschen wurden nicht verletzt.

## Wappen
| Wappen der früheren Gemeinde Berumerfehn | Blasonierung: „In Blau ein goldener (gelber), mit golden (gelb) tingiertem Torf beladener Kahn, zwischen zwei pfahlweise gestellten goldenen (gelben) sechszackigen Sporenrädern.“ |
| Wappen der früheren Gemeinde Berumerfehn | Wappenbegründung: Das von Ulf-Dietrich Korn entworfene Wappen wurde am 29. September 1961 vom Regierungspräsidenten in Aurich genehmigt. Der mit Torf beladene Kahn erinnert an die Erschließung des Moores durch Torfabbau. Noch im 20. Jahrhundert wurde der Torf auf Kähnen nach Norden gebracht. Die Sporenräder sind das Zeichen der in Norden ansässigen Familie Idzinga, welche dort auch seit dem 15. Jahrhundert das Wappen zieren; sie symbolisieren die frühere Zugehörigkeit zum Landkreis Norden ebenso wie die Farben Blau und Gold. |

## Sehenswürdigkeiten

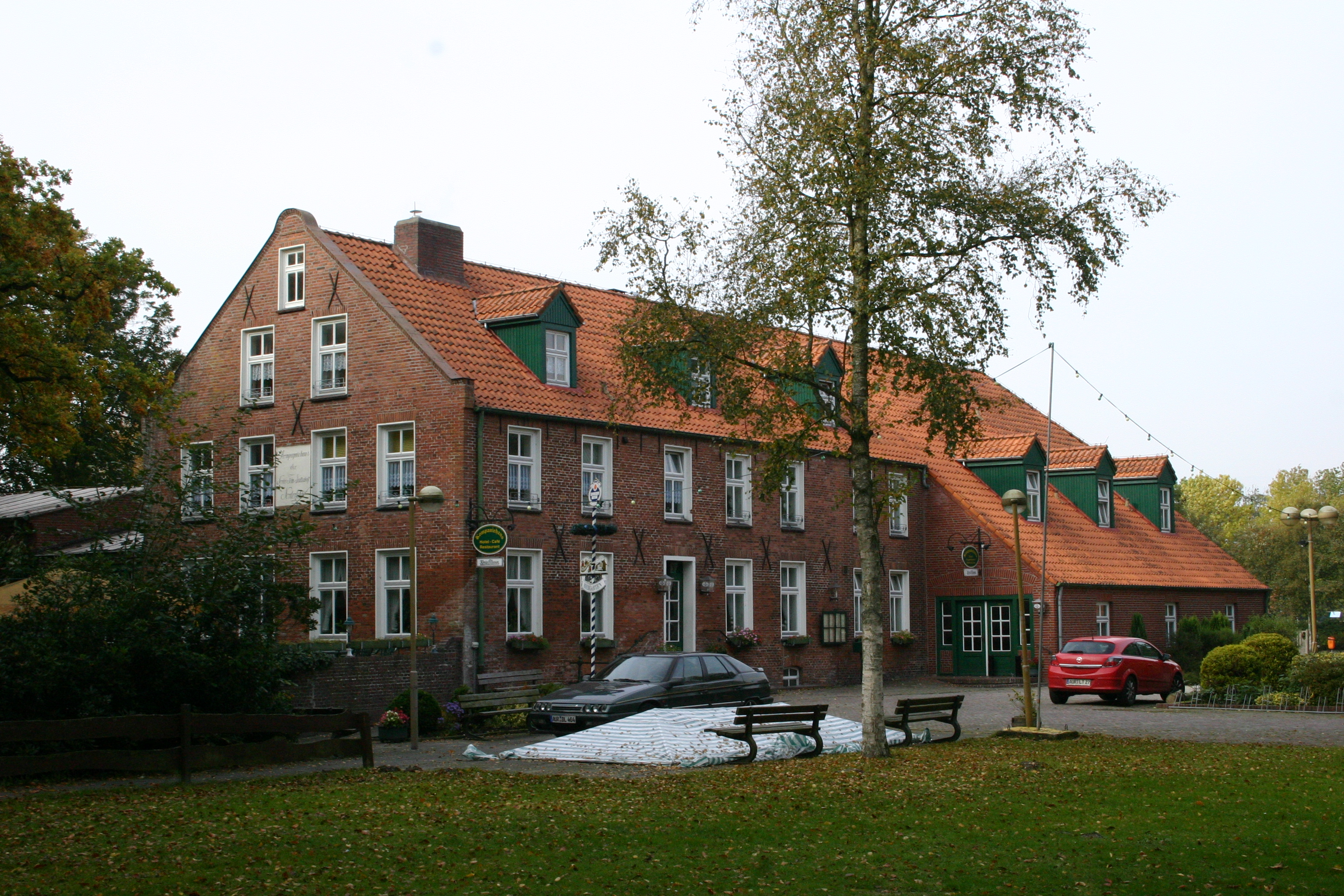
Kompaniehaus

Das Kompaniehaus der früheren Fehnkompanie ist heute ein Ausflugslokal. Zudem befinden sich in Berumerfehn ein Galerieholländer und das Wald- und Moormuseum. Der Forst wird zur Erholung genutzt. In gewissem Umfang können auf eingerichteten Wegen auch Ausflüge ins Moor unternommen werden.

## Wirtschaft und Verkehr
Abgesehen von Tourismus, Landwirtschaft sowie kleineren Handwerks- und Handelsbetrieben gibt es in Berumerfehn kaum Unternehmen. Die meisten Einwohner arbeiten außerhalb, oft in den Städten Norden, Aurich oder Emden.
Berumerfehn wird über Kreisstraßen in alle vier Himmelsrichtungen erschlossen. Die B 72 liegt erst in einigen Kilometern Entfernung. Die nächstgelegenen Bahnhöfe sind diejenigen in Marienhafe (nur Regional-Express) und Norden (auch InterCity).